# Sergio Gascue
Sergio Gascue (ur. 7 października 1932) – wenezuelski pięściarz, uczestnik Igrzysk Olimpijskich w 1952 w Helsinkach. Na igrzyskach wziął udział w turnieju w wadze półśredniej, w pierwszej walce przegrał 0:3 reprezentantem Rumunii Nicolae Lincą.